# Final do Campeonato Carioca de Futebol de 2015
A final do Campeonato Guaraviton Carioca de Futebol de 2015 foi disputada em duas partidas. O Botafogo, por ter tido melhor campanha na primeira fase, terá a vantagem de jogar por dois empates contra o Vasco da Gama.
Ao chegar a final deste ano, o Botafogo conseguiu um feito inédito desde 1916, decidindo a competição estadual pela oitava vez nas últimas dez edições em que o torneio foi disputado.
Assim como o Vasco da Gama no ano anterior, o Botafogo tentou o feito inédito de se tornar o primeiro "grande" clube do Brasil a ser campeão estadual jogando a Série B do Brasileirão no mesmo ano. De qualquer forma, com o vice-campeonato, ele igualou o Grêmio de 1992 e o Vasco da Gama de 2014, obtendo melhor desempenho de um clube "grande" rebaixado, em estadual, na história.

## Estatísticas

### Total de partidas e gols
Geral
|               | Botafogo    | Vasco da Gama |
| ------------- | ----------- | ------------- |
| Vitórias      | 85 (27,3%)  | 133 (42,8%)   |
| Empates       | 93 (29,9%)  | 93 (29,9%)    |
| Partidas      | 311         | 311           |
| Gols marcados | 409 (46,4%) | 473 (53,6%)   |
| Total de gols | 882         | 882           |

Carioca
|               | Botafogo    | Vasco da Gama |
| ------------- | ----------- | ------------- |
| Vitórias      | 58 (28,7%)  | 84 (41,6%)    |
| Empates       | 60 (29,7%)  | 60 (29,7%)    |
| Partidas      | 202         | 202           |
| Gols marcados | 256 (45,8%) | 303 (54,2%)   |
| Total de gols | 559         | 559           |

### Títulos em decisões do Carioca
| Decisões | Botafogo | Vasco da Gama |
| -------- | -------- | ------------- |
| 10       | 7        | 3             |
| Último   | 1997     | 1994[Q]       |

Q. ^ O Campeonato Carioca de 1994 foi decido em um quadrangular que contou também com Flamengo e Fluminense

### Último confronto
Campeonato Carioca de 2015, Taça Guanabara, 13ª rodada
| 29 de março | Vasco da Gama | 1 – 1  | Botafogo           | Estádio do Maracanã, Rio de Janeiro                |
| 16:00       | Gilberto 43'  | Súmula | Roger Carvalho 52' | Público: 25 047 Árbitro: RJ Grazianni Maciel Rocha |

| Vasco | Botafogo |

### Último vitória no confronto

#### Botafogo
Campeonato Brasileiro de 2013
| 4 de agosto | Vasco da Gama    | 2 – 3 | Botafogo                              | Estádio do Maracanã, Rio de Janeiro                        |
| 18:30       | André 45+2', 47' |       | Rafael Marques 23', 48' · Seedorf 30' | Público: 24 979 Árbitro: RJ Wagner do Nascimento Magalhães |

| Vasco | Botafogo |

#### Vasco da Gama
Campeonato Carioca de 2014, Taça Guanabara, 5ª rodada
| 2 de fevereiro | Vasco da Gama | 1 – 0  | Botafogo | Estádio do Maracanã, Rio de Janeiro                       |
| 19:30          | Thalles 74'   | Súmula |          | Público: 13 083 Árbitro: RJ Rodrigo Carvalhães de Miranda |

| Vasco | Botafogo |

### Última decisão
| 10 de março de 2013 | Vasco da Gama | 0 – 1  | Botafogo  | Engenhão, Rio de Janeiro                                |
| 16:00               |               | Súmula | Lucas 80' | Público: 39 400 Árbitro: RJ Wagner Nascimento Magalhães |

| Vasco | Botafogo |

#### Premiação
| Taça Guanabara de 2013       |
| Rio de Janeiro               |
| ---------------------------- |
| BOTAFOGO Campeão (7º título) |

## Caminho até a final
| Pos | Time     | PG | J  | V  | E | D | GP | GS | SG  |
| --- | -------- | -- | -- | -- | - | - | -- | -- | --- |
| 1   | Botafogo | 36 | 15 | 11 | 3 | 1 | 31 | 9  | +22 |

| Pos | Time          | PG | J  | V  | E | D | GP | GS | SG  |
| --- | ------------- | -- | -- | -- | - | - | -- | -- | --- |
| 3   | Vasco da Gama | 33 | 15 | 10 | 3 | 2 | 31 | 13 | +18 |

Legenda:      Vitória —      Empate —      Derrota

### Finais
Partida de ida
| 26 de abril | Vasco da Gama      | 1 – 0     | Botafogo | Estádio do Maracanã, Rio de Janeiro                |
| 16:00       | Rafael Silva 90+1' | Relatório |          | Público: 39 379 Árbitro: Luis Antonio Silva Santos |

| Vasco | Botafogo |

Partida de volta
| 3 de maio | Botafogo         | 1 – 2     | Vasco da Gama                     | Estádio do Maracanã, Rio de Janeiro                     |
| 16:00     | Diego Jardel 74' | Relatório | 45' Rafael Silva · 90+2' Gilberto | Público: 58 446 Árbitro: Wagner do Nascimento Magalhães |

| Botafogo | Vasco |

## Premiação
| Campeonato Carioca de 2015 |
| -------------------------- |
| Rio de Janeiro             |
| VASCO Campeão (23º título) |